# Trnavská apoštolská administratura
Trnavská apoštolská administratura existovala v letech 1922 až 1977 v té části ostřihomské arcidiecéze, která ležela na území Československa. Její správa byla vyňata z pravomoci ostřihomských arcibiskupů a svěřena apoštolskému administrátorovi přímo podřízenému Svatému stolci.

## Historie
Po rozpadu Uherska v roce 1918 se značná část rozlehlé ostřihomské arcidiecéze (asi 80 %) ocitla na území nově vzniklého Československa. Nejprve ji spravovali vikáři s pravomocí generálního vikáře, 29. květen 1922 pak bylo toto území vyňato z pravomoci ostřihomských arcibiskupů a vytvořena apoštolská administratura v čele s apoštolským administrátorem, který byl podřízeném přímo Svatému stolci (stejně jako nitranská, banskobystrická a spišská diecéze, které předtím byly součástí církevní provincie s metropolí v Ostřihomi).
Papežskou konstitucí Praescriptionum sacrosancti ze dne 30. prosince 1977 byl území trnavské apoštolské administratury odděleno od ostřihomské arcidiecéze a vznikla samostatná trnavská arcidiecéze.

## Vikáři trnavského vikariátuostřihomské arcidiecéze
- Richard Osvald (1919-1922)

## Apoštolští administrátořitrnavské apoštolské administratury
- ThDr. Pavol Jantausch (1922-1947)
- ThDr. Ambróz Lazík (1947-1969)
- Július Gábriš (1973-1977)

## Pomocní biskupovétrnavské apoštolské administratury
- ThDr. Michal Buzalka (1938-1961)